# Les Horaces et les Curiaces (ballet)
Pour l’article homonyme, voir Combat des Horaces et des Curiaces.
Les Horaces et les Curiaces est un ballet d'action en 5 actes de Jean-Georges Noverre, musique de Josef Starzer, créé à Vienne en 1772.
L'œuvre s'inspire de la tragédie de Pierre Corneille Horace (1640) et relate le combat des Horaces et des Curiaces.
Le ballet fut repris à Paris en 1777 et dansé, notamment, par Marie-Madeleine Guimard.